# کیا اسکندانی
سید کیا اسکندانی حسینی معروف به کیا اسکندانی (زاده ۲۵ مرداد ۱۳۷۲ در تهران) قایقران ایرانی کانو عضو تیم ملی ایران است. او از ۷ سالگی وارد رشته شنا شد و تا ۱۵ سالگی در این رشته با کسب مقام‌های استانی و کشوری به فعالیت خود ادامه داد. در ۱۶ سالگی و از طریق استعدادیابی وارد قایقرانی شد و از سال ۱۳۸۹ تاکنون عضو همه رده‌های تیم ملی است.
از مهمترین افتخارات اسکندانی می توان به کسب مدال برنز بازی‌های آسیایی هانگژو اشاره کرد.